# Miklós Bánffy

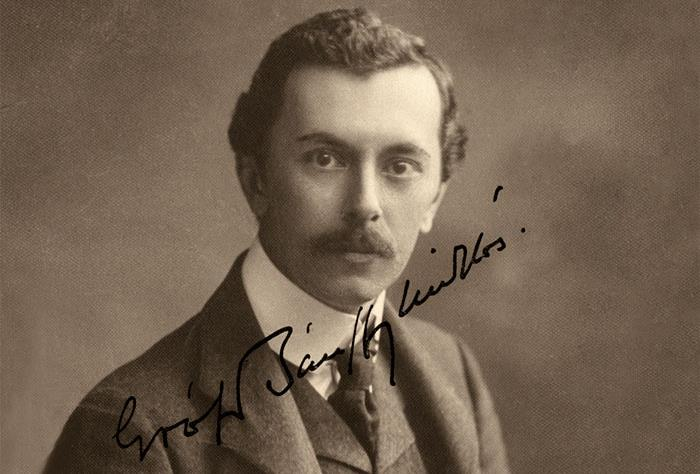
Miklós Bánffy (um 1920)

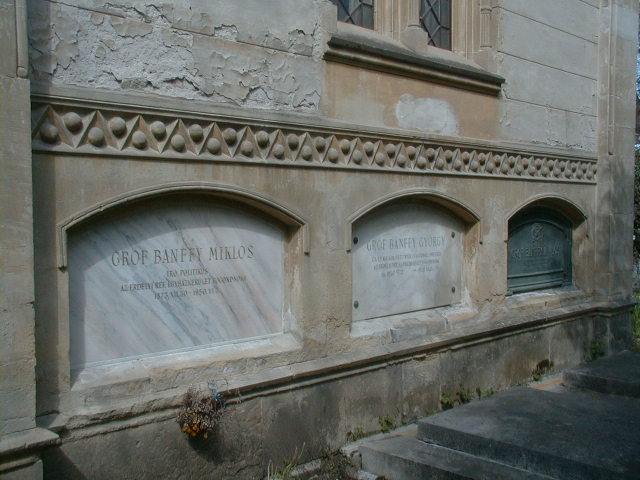
Grabstein auf dem Házsongárdi temető in Kolozsvár

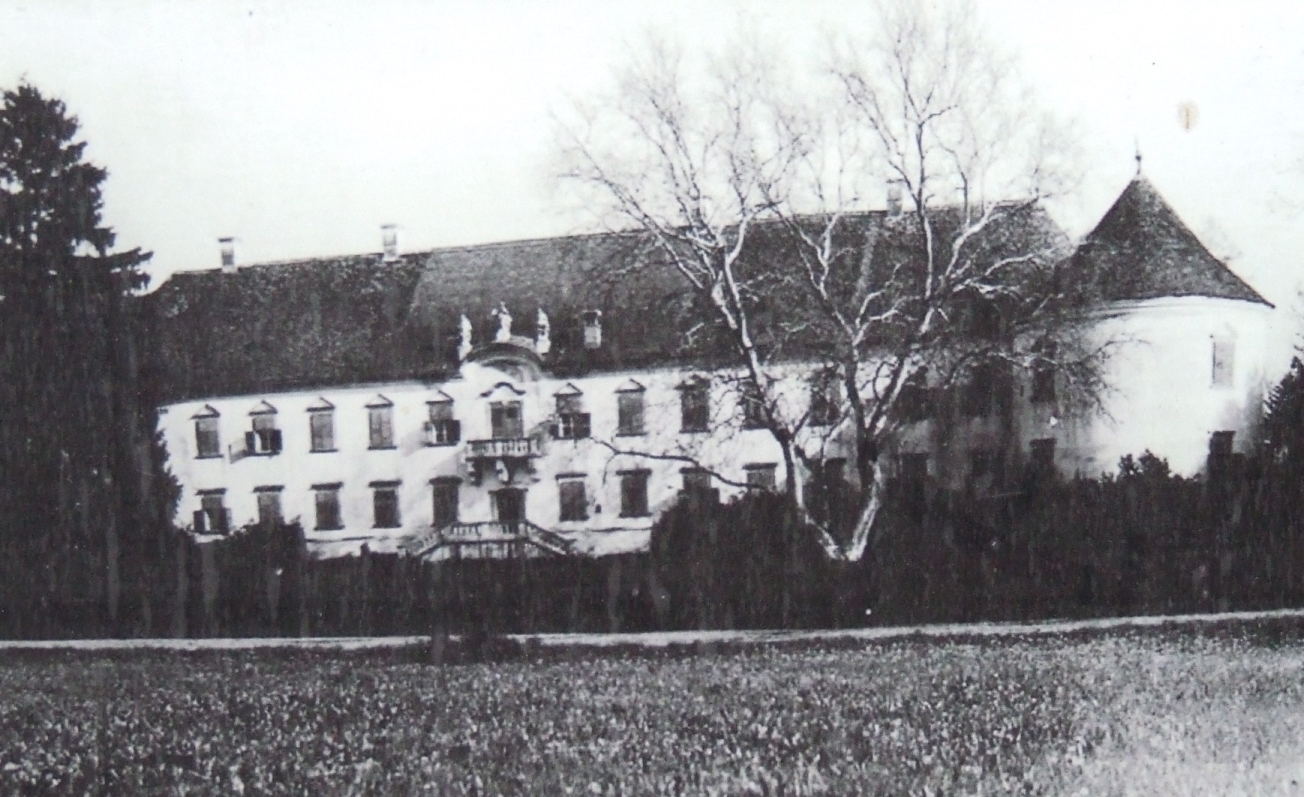
Schloss Bánffy in Bonchida, 19. Jahrhundert

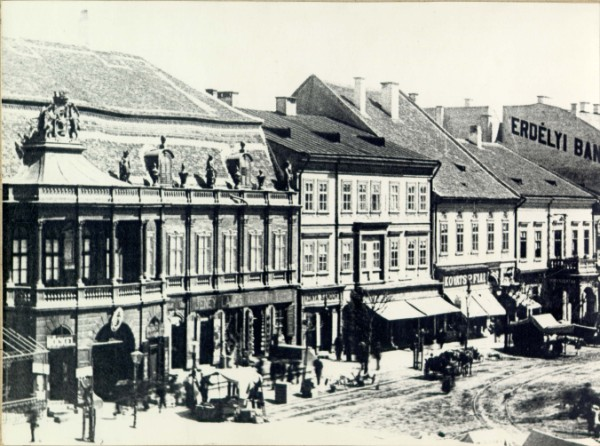
Stadtpalais in Kolozsvár (1895)

Miklós Graf Bánffy von Losoncz (* 30. Dezember 1873 in Kolozsvár, Königreich Ungarn; † 5. Juni 1950 in Budapest) war ein ungarischer Großgrundbesitzer, Politiker und Autor historischer Romane.

## Leben
Bánffy stammte aus einer ungarischen Großgrundbesitzerfamilie in Siebenbürgen, die seit 1855 den Grafentitel trug. Zum Besitz der Familie gehört das Schloss Bánffy in Bonchida/Bonțida. Er studierte Jura und wurde 1901 Mitglied des ungarischen Parlaments. Von 1906 bis 1909 war er Obergespan des Komitats Kolozs und der Stadt Kolozsvár. Er gehörte zu den Herausgebern der konservativen Zeitschrift Erdélyi Lapok und wurde Intendant der Budapester Oper und des Nationaltheaters von 1912 bis 1918; dort gehörte er zu den Förderern der Aufführung der Musik Béla Bartóks.
Nach dem für Ungarn verlorenen Ersten Weltkrieg wurde Siebenbürgen 1920 im Vertrag von Trianon Rumänien zugeschlagen, dessen Revision Bánffy von Ungarn aus betrieb. So wurde er in Ungarn unter dem Reichsverweser Miklós Horthy vom 14. April 1921 bis 29. Dezember 1922 Außenminister im Kabinett István Bethlen. Um seinen Besitz in Rumänien nicht zu verlieren, musste er 1926 für die rumänische Staatsangehörigkeit optieren und seinen Wohnsitz in Rumänien nehmen. Neben journalistischen Arbeiten hatte er bereits 1913 sein erstes Bühnenwerk veröffentlicht. In den 1930er Jahren schrieb er einen dreiteiligen zeitgenössischen Roman über die Situation in seiner Heimatregion vor dem Ersten Weltkrieg, der erste Teil der Trilogie erschien 1934 in Budapest, der letzte 1940. Bánffy schrieb für die literarische Zeitschrift „Erdélyi Helikon“ und war ihr Chefredakteur.
Durch den Zweiten Wiener Schiedsspruch wurde der nördliche Teil Siebenbürgens 1940 wieder ungarisch, wofür Bánffy agitiert hatte. Im April 1943 versuchte Bánffy in Bukarest die rumänischen und ungarischen Bestrebungen zusammenzubringen, die Achsenmächte zu verlassen, wegen der wechselseitigen Gebietsansprüche scheiterten diese Verhandlungen jedoch.
Bei der Eroberung Ungarns durch die sowjetischen Truppen 1944 flohen seine Frau und Tochter nach Budapest, während Bánffy auf seinem Besitz in Siebenbürgen blieb, das nun erneut Rumänien eingegliedert wurde. Er wurde dort enteignet und konnte 1949 nach Ungarn emigrieren.
Seine Tochter, Katalin Gräfin Bánffy von Losonci (Budapest, 5. Juni 1924 – 14. Februar 2025) war eine Memoirenschreiberin, die letzte Trägerin des Namens des Grafenzweigs der Familie Bánffy von Losonci. Sie lebte seit den 1940er Jahren in Tanger/Marokko, wo sie auch verstarb.

## Schriften
- A nagyúr, Drama, 1913.
- Reggeltől-estig, Roman, Kolozsvár, 1927.
- Martinovics, Drama, Kolozsvár, 1931.
- Fortéjos Deák Boldizsár memoriáléja, Kolozsvár, 1931.
- Emlékeimből, Kolozsvár, 1932.
- Siebenbürgen-Trilogie:
  - Megszámláltattál, Roman, Budapest, 1935. (Die Schrift in Flammen, aus dem Ungarischen von Andreas Oplatka, Paul Zsolnay Verlag, Wien 2012, ISBN 978-3-552-05559-9)
  - És híjjával találtattál, Roman, Budapest, 1937. (Verschwundene Schätze aus dem Ungarischen von Andreas Oplatka, Paul Zsolnay Verlag, Wien 2013, ISBN 978-3-552-05596-4)
  - Darabokra szaggattatol, Roman, Budapest, 1940. (In Stücke gerissen aus dem Ungarischen von Andreas Oplatka, Paul Zsolnay Verlag, Wien 2015, ISBN 978-3-552-05633-6)